# Festival de Eurovisión de Jóvenes Bailarines 1993
La V edición del Festival de Eurovisión de Jóvenes Bailarines se celebró en Estocolmo (Suecia) los días 13 y 15 de junio de 1993.
Es la primera edición en la que hay un empate en el mejor tercer bailarín, puesto que se reparte entre Austria y Francia.
España consigue su tercer triunfo y además de ser el único país que ha ganado más de una vez, también consigue ser el único país que ha ganado varias veces consecutivas, siendo esta su segunda victoria consecutiva.

## Jurado
El jurado de esta edición, que fue el encargado de elegir al ganador, estuvo compuesto por:
- Nils-Åke Häggbom (Presidente del jurado)
- Birgit Cullberg
- Frank Andersen
- Gigi Gheorghe Caciuleanu
- Paolo Bortoluzzi
- Peter Van Dyk
- María de Ávila
- Heinz Spoerli
- Micha Van Hoecke
- Pierre Lacotte
- Elsa-Marianne Von Rosen
- Elisabetta Terabust
- Jorma Uotinen

## Participantes
Al igual que en la edición anterior, 15 países participaron en el certamen, aunque hubo mucha variación en los países que concursaron. Se retiraron Bulgaria, Italia, Países Bajos y Portugal. Yugoslavia también dejó de participar por la desintegración del país. Por otro lado, Austria decidió regresar y además debutaron Eslovenia, Estonia, Grecia y Polonia con su primera participación en el festival.

### Semifinal
De los 15 países que participaron en la semifinal previa celebrada el 13 de junio de 1993, 8 países fueron seleccionados por el jurado consiguiendo el pase a la Gran Final. En la siguiente tabla aparecen los 15 países que concursaron en esta edición (los 8 que consiguieron el pase a la Gran Final aparecen en negrita):
| País y TV        | Representante                      |
| ---------------- | ---------------------------------- |
| Alemania ZDF     | Franziska Koch y Jens Weber        |
| Austria ORF      | Gregor Hatala                      |
| Bélgica RTBF     | Rafaella Raschella                 |
| Chipre CyBC      | Lia Haraki                         |
| Dinamarca DR     | Julie Strandberg y Mads Blangstrup |
| Eslovenia RTVSLO | Ursa Vidmar                        |
| Estonia ERR      | Stanislav Jermakov y Luana Georg   |
| España TVE       | Zenaida Yanowsky                   |
| Finlandia YLE    | Riina Laurila                      |
| Francia France 3 | Raphaëlle Delaunay-Belleville      |
| Grecia ERT       | Theodora Bourbou                   |
| Noruega NRK      | Kristine Oren                      |
| Polonia TVP      | Jacek Bres y Anna Sasiadek         |
| Suecia SVT       | Ludde Hagberg                      |
| Suiza SSR SRG    | Kusha Angst                        |

### Gran Final
De los 15 países, ocho pasaron a la Gran Final de esta edición, que se celebró el 15 de junio de 1993 con un nuevo triunfo de la representación española. Suiza quedó segunda mientras que Francia y Austria empataron compartiendo el tercer premio.
| Posición | País y TV        | Representante                 |
| -------- | ---------------- | ----------------------------- |
| 1        | España TVE       | Zenaida Yanowsky              |
| 2        | Suiza SSR / TSR  | Kusha Alexi-Angst             |
| 3        | Austria ORF      | Gregor Hatala                 |
| 3        | Francia France 3 | Raphaëlle Delaunay-Belleville |
| -        | Finlandia YLE    | Riina Laurila                 |
| -        | Alemania ZDF     | Franziska Koch y Jens Weber   |
| -        | Polonia TVP      | Jacek Bres y Anna Sasiadek    |
| -        | Suecia SVT       | Ludde Hagberg                 |